# Anne-Pascale Clairembourg

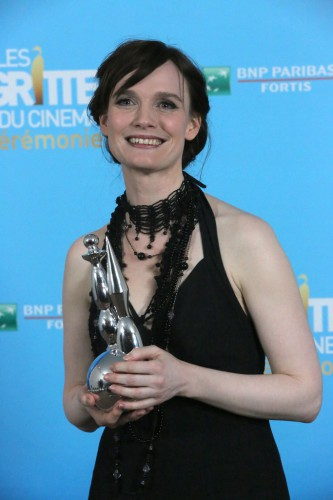
Anne-Pascale Clairembourg (2017)

Anne-Pascale Clairembourg (* 3. April 1975 in Schaerbeek, Region Brüssel-Hauptstadt) ist eine belgische Schauspielerin.

## Leben
Die Eltern von Anne-Pascale Clairembourg haben beide beim Rundfunkveranstalter RTBF gearbeitet. Die Mutter wirkte an der internen Radio-Kulturzeitung Le Point d’interrogation mit, der Vater an der Programmkontinuität. Clairembourg ist das dritte von vier Kindern. Ihr Werdegang als Schauspielerin begann 1995 in den Brüsseler Théâtre de poche und Théâtre de la Toison d'or, wo sie in Vincent Margannes Réseau erstmals in einem größeren Bühnenstück spielte. Von 1997 bis 2000 absolvierte sie ein Schauspielstudium am Institut des arts de diffusion (Institut für Rundfunkkunst) in Neu-Löwen. Seitdem wirkt sie in vielen Inszenierungen der Theater des französischen Sprachraums als beachtete Schauspielerin.
Zusätzlich werden Clairembourg Nebenrollen in Filmproduktionen angeboten. Für ihre schauspielerische Leistung als Sylvie in François Pirots Film Mobile Home wurde sie im Jahr 2013 mit dem Magritte-Filmpreis als beste Nachwuchsdarstellerin ausgezeichnet. Bei der Verleihung der Magritte-Filmpreise im Jahr 2017 fungierte sie als Zeremonienmeisterin.

## Theaterrollen (Auswahl)
- 1995–1996: Réseau von Vincent Marganne, Théâtre de poche und Théâtre de la Toison d'or, Brüssel
- 2001–2002: Léonie est en avance von Georges Feydeau, Schloss Modave, Provinz Lüttich
- 2004–2005: Oncle Vania von Anton Tschechow, Théâtre de la Vie, Brüssel[7]
- 2007–2008: Marie-Pierre in La société des loisirs von François Archambault, Zone Urbaine Théâtre, Brüssel und auf Tournee[8]
- 2008–2009: Bérénice in Bérénice von Jean Racine, Théâtre des Martyrs, Brüssel und Théâtre de Carouge, Schweiz[9]
- 2010–2011: Britannicus von Jean Racine, u. a. im L'Eden Charleroi und in der Waux-hall de Nivelles[10]
- 2013–2014: Anne-Pascale Petypon in La Dame de chez Maxim von Georges Feydeau, Théâtre royal du Parc, Brüssel[11]
- 2013–2015: Orphelins von Dennis Kelly, Théâtre de Poche, Brüssel[12] und auf Tournee[13]
- 2015–2016: Hermione in Un conte d'hiver von William Shakespeare, Théâtre royal du Parc, Brüssel[14]
- 2017–2018: Encore une histoire d’amour von Thomas Gunzig, u. a. im Théâtre de Liège[15] und im Théâtre de Namur[16]
- 2019–2020: Villa Dolorosa von Rebekka Kricheldorf, Théâtre des Martyrs, Brüssel[17]

## Filmografie (Auswahl)
- 1996: Les Aveux de l’innocent
- 2011: De leur vivant
- 2011: Les Tribulations d’une caissière[18]
- 2012: Mobile Home[19][20]
- 2013: Partouze (Kurzfilm)[21]
- 2015: Das brandneue Testament (Le Tout Nouveau Testament)
- 2016: Un homme à la mer
- 2016–2018: The Break (La Trêve, Fernsehserie)
- 2017: Der Wald (La forêt, Fernsehserie)
- seit 2017: Unit 42 (Unité 42, Fernsehserie)[22]
- 2020: Bis an die Grenze (Police)[23]
- 2020: Mein sprechender Goldfisch (L’Agent immobilier, Fernsehserie)[24]

## Auszeichnungen
- 2013: Magritte als beste Nachwuchsdarstellerin für Mobile Home[4]